# Benimadhab Barua

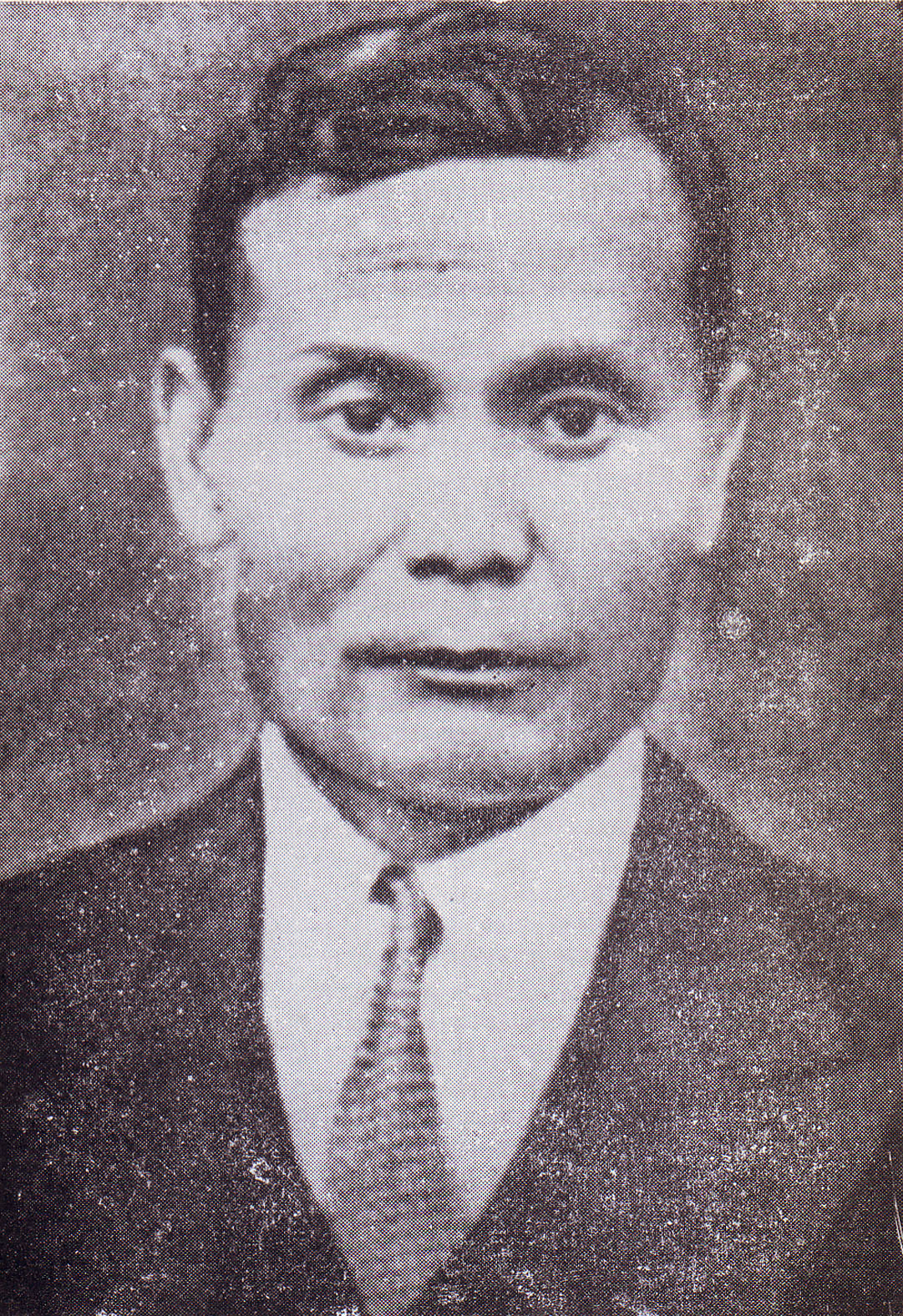
Benimadhab Barua

Benimadhab Barua (bengalisch: বেণীমাধব বড়ুয়া, Beṇīmādhab Baṛuẏā; * 31. Dezember 1888 in Mahamuni im Distrikt Chittagong; † 23. März 1948 in Kalkutta) war ein bengalischer Gelehrter und Spezialist für klassische indische Sprachen und traditionelles Recht.

## Leben und Wirken
Barua erhielt seine Ausbildung unter anderem am Scottish Church College und am Presidency College der University of Calcutta. Er erlangte 1913 den Grad Master of Arts in der altindischen Sprache Pali. Er studierte ebenso Rechtswissenschaften. Von 1913 bis 1914 war er Lektor für Pali an der Universität von Kalkutta. Ein Regierungsstipendium erlaubte ihm einen Studienaufenthalt in England. Er studierte Griechisch und moderne europäische Philosophie an der University of London. Hier erwarb er 1917 den Doktorgrad. Nachdem er 1918 nach Indien zurückgekehrt war, wurde er zum Professor der Universität von Kalkutta berufen. Hier lehrte er bis zu seinem Tod 1948 Pali, Sanskrit und alte Geschichte Indiens.
Als Lama Anagarika Govinda 1933 den Orden Arya Maitreya Mandala gründete, gehörte Benimadhab Barua zu den Gründungsmitgliedern. Barua war Mitglied der Royal Asiatic Society, die ihn mit der Bimalacharan Laha Gold Medal ehrte. Er gab die Zeitschriften Indian Culture, Buddhist India, Jagajjyoti und Vishvavani heraus.

## Werke

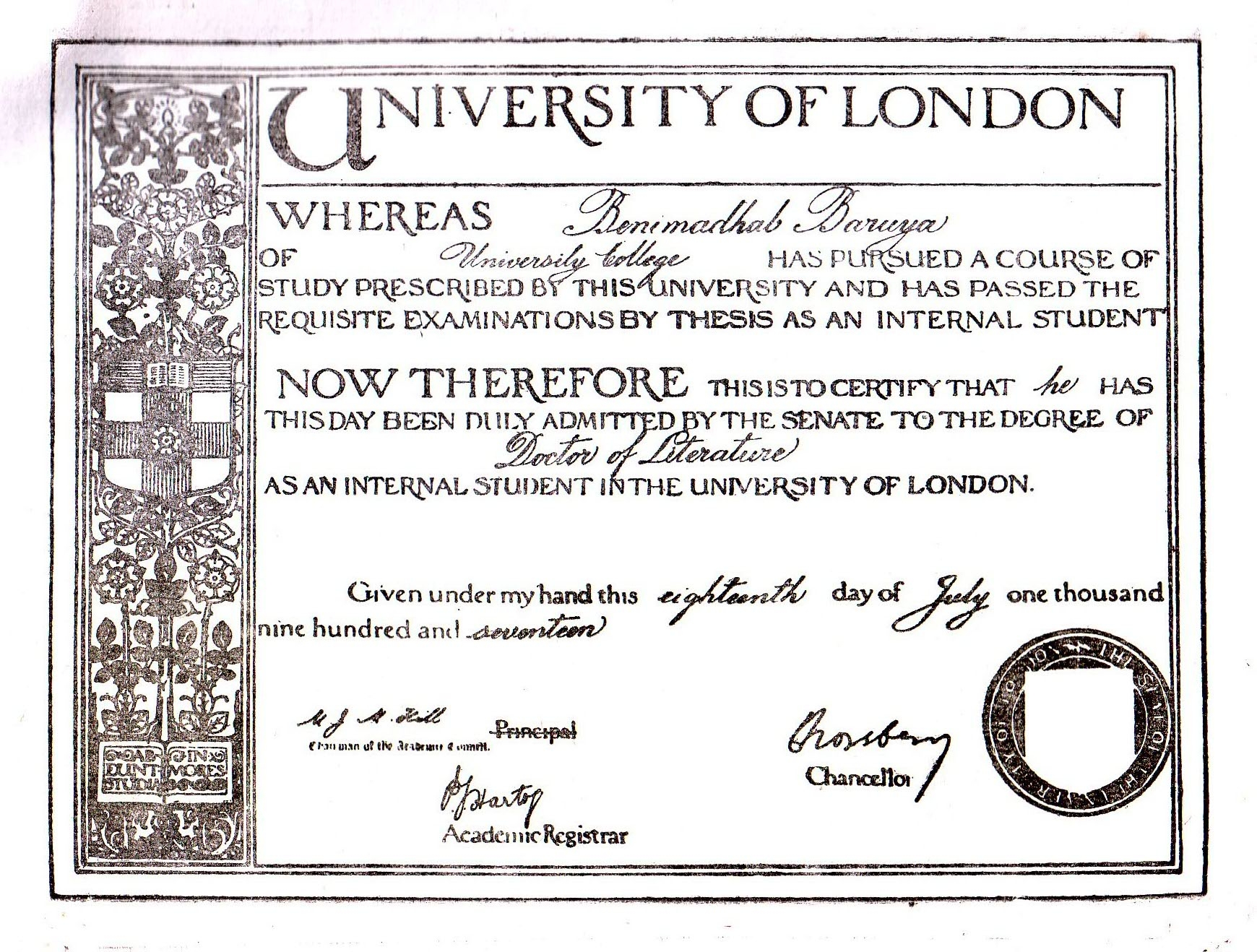
Benimadhab Barua erhielt 1917 in London der Doktorgrad

- A History of Pre-Buddhist Indian Philosophy. A Prolegomena to the History of Buddhist Philosophy (1918)
- A History of Pre-Buddhistic Indian Philosophy (1921)
- The Ajivikas (1921)
- Old Brāhmi Inscriptions in the Udayagiri and Khandgiri (1926)
- Gaya and Buddha Gaya (1931 und 1934)
- Asoka and His Inscriptions (1946)
- Brahmachari Kuladananda and His Guru Bijaya Krishna Goswami (1938)
- Studies in Buddhism (1947)
- Philosophy of Progress (1948)

## Einzelbelege
1. ↑  Die Biografie folgt dem Artikel den Angaben über Barua der National Encyclopedia of Bangladesh
2. ↑  Annette Belke: Lama Anagarika Govinda. Wegbereiter eines „schöpferischen Buddhismus“ im Westen und Begründer des Ordens Arya Maitreya Mandala. Dissertation. Katholisch-theologische Fakultät der Universität Wien 1995, S. 255

| Personendaten    | Personendaten                                                                                   |
| ---------------- | ----------------------------------------------------------------------------------------------- |
| NAME             | Barua, Benimadhab                                                                               |
| KURZBESCHREIBUNG | bengalischer Gelehrter und Spezialist für klassische indische Sprachen und traditionelles Recht |
| GEBURTSDATUM     | 31. Dezember 1888                                                                               |
| GEBURTSORT       | Mahamuni, Distrikt Chittagong                                                                   |
| STERBEDATUM      | 23. März 1948                                                                                   |
| STERBEORT        | Kalkutta                                                                                        |